# David Dacko

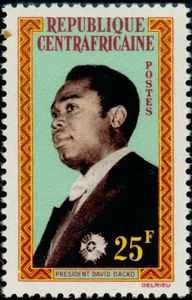
Estampilla de 1962 de la República Centroafricana con la imagen de David Dacko

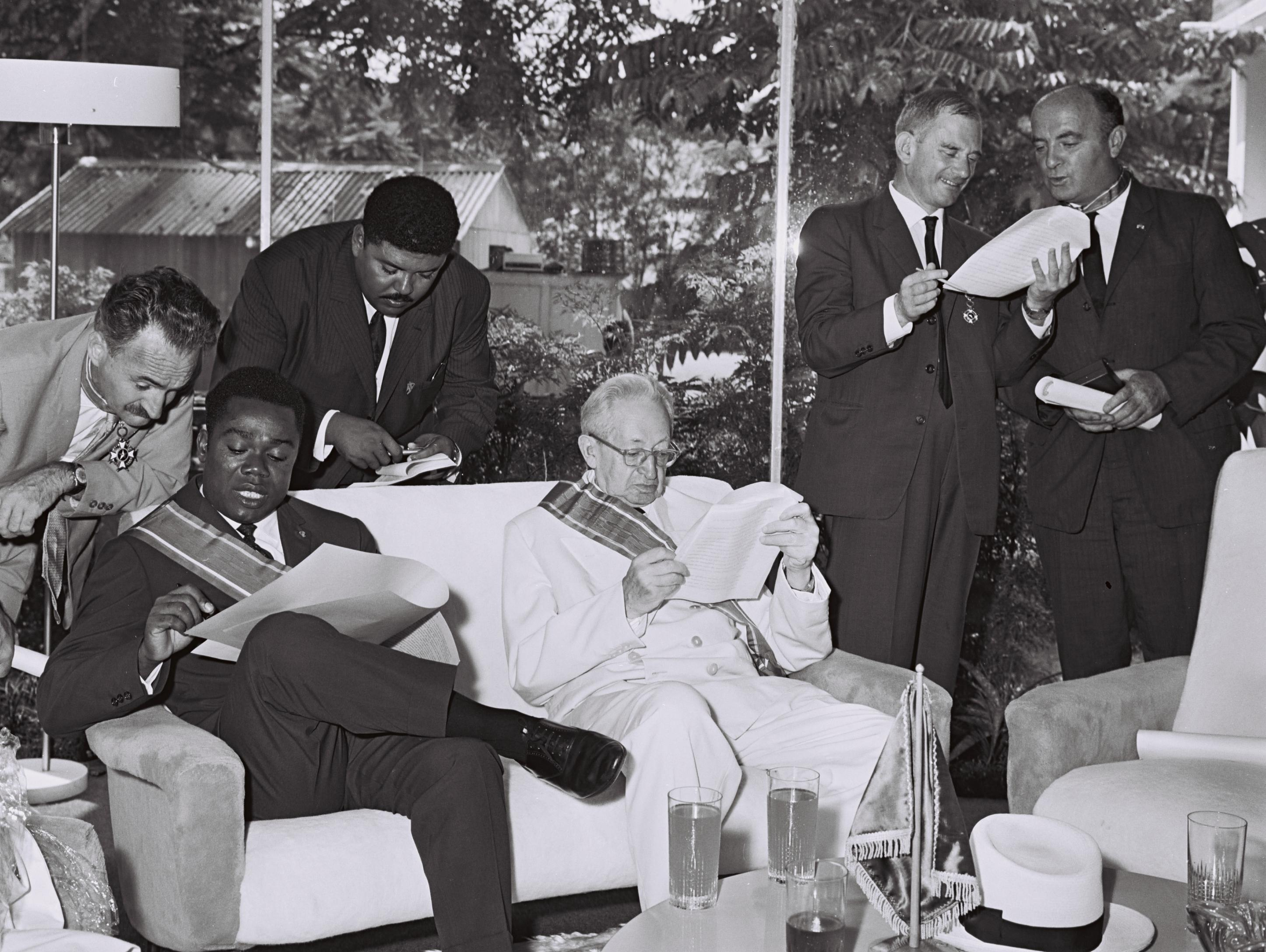
Presidente de Israel, Yitzhak Ben-Zvi durante una visita al Presidente de la República Centroafricana, David Dacko. Ambos fueron galardonados con el Gran-Cruz de l'Ordre du Mérite Centrafricain

David Dacko (África Ecuatorial Francesa, 24 de marzo de 1930-Camerún, 20 de noviembre de 2003) fue un político centroafricano. Fue el primer presidente de la República Centroafricana (CAR), del 14 de agosto de 1960 al 1 de enero de 1966, y el tercer Presidente de la RCA del 21 de septiembre de 1979 al 1 de septiembre de 1981. Incluso después de ser apartado del poder en dos ocasiones por golpes de Estado, Dacko siguió siendo un político muy activo y un candidato presidencial con un grupo de seguidores leales. Dacko fue de este modo una importante figura en la política Centroafricana durante algo más de cincuenta años.

## Primeros años y educación
David Dacko nació el 24 de marzo de 1930 en la localidad de Bouchia, cerca de Mbaiki en la región de Lobaye, que entonces formaba parte del Territorio del Congo Medio en el África Ecuatorial Francesa. Comenzó sus estudios de primaria en Mbaiki, donde su padre trabajaba de vigilante nocturno. Continuó después sus estudios de segundo ciclo de primaria en Bambari antes de ser admitido en la Escuela Normal de Mouyoundzi, Congo Medio. Siendo maestro en Bangui en 1951, formó parte de un programa experimental de educación básica promovido por la administración colonial. Dacko fue nombrado Director del Colegio Kouanga en 1955 y se convirtió en partidario del líder de la independencia Barthélémy Boganda, que era del mismo grupo étnico que Dacko, Ngbaka. En marzo de 1957 presentó su candidatura a las elecciones legislativas de Ubangui-Chari por la circunscripción electoral de Ombella-M'Poko y logró su escaño en Asamblea Territorial de Ubangui-Chari. Cuando se creó el primer Consejo de Gobierno de Ubangui-Chari aquel mismo año, Boganda nombró a Dacko Ministro de Agricultura, Ganadería, Aguas y Bosques en cuyo cargó sirvió desde el 14 de mayo de 1957 hasta el 23 de agosto de 1958. Dacko sirvió entonces como Ministro del Interior y Asuntos Administrativos desde el 23 de agosto al 8 de diciembre de 1958. Cuando la Asamblea Territorial se convirtió en Asamblea Legislativa Constituyente el 1 de diciembre de 1958, Dacko al igual que los demás consejeros territoriales se convirtió en Diputado. Dacko permaneció en el Gobierno como Ministro del Interior, Economía y Comercio (8 de diciembre de 1958 - 30 de abril de 1959).

## Primer mandato presidencial
Tras la proclamación de la independencia el 13 de agosto de 1960, fue nombrado presidente provisional de la República (14 de agosto de 1960 - 12 de diciembre de 1960), y posteriormente, con el apoyo real de Francia contra su rival Abel Goumba, en el primer Presidente de la RCA (12 de diciembre de 1960 - 31 de diciembre de 1965). En el plano internacional fue Presidente de la Conferencia de Primeros Ministros del África Ecuatorial (1960). Dacko comenzó a consolidarse en el poder poco después de asumir sus funciones en 1960. Retuvo la cartera de Ministro de Defensa Nacional y Custodia de los Sellos del Estado, hizo revisar la Constitución y transformó su régimen en un Estado de partido único con una Presidencia fuerte y con un mandato de siete años. El 5 de enero de 1964 Dacko fue elegido Presidente en unas elecciones en las que fue candidato único. Sin embargo, su mandato de siete años (1964-1971), se vio truncado por un golpe de Estado llevado a cabo por el general Jean-Bédel Bokassa (ver más abajo). 
Durante su primer mandato como Presidente Dacko incrementó de manera significativa la producción de diamantes en la RCA eliminando el monopolio minero en manos de las compañías concesionarias y decretando que cualquier Centroafricano podía cavar en busca de diamantes. También logró la construcción de una fábrica de corte de diamantes en la capital, Bangui. De este modo, los diamantes se convirtieron en el producto de exportación más importante, lo cual ha perdurado hasta hoy en día, aún incluso cuando casi más de la mitad de la producción real de diamantes es sacada, de modo clandestino del país. Dacko promovió una rápida “Centroafricanización” de la administración de la RCA, que fue acompañada por un aumento de la corrupción y de la ineficiencia, y aumentó el número de funcionarios, que incrementaron el gasto salarial en el presupuesto nacional. Las dificultades para asegurar ingresos suficientes para pagar a la masa burocrática, a menudo ineficiente y corrupta ha supuesto un grave problema para la RCA desde entonces.
Dacko se vio en el entresijo de su necesidad por mantener el apoyo de Francia y su necesidad en demostrar que no era vasallo de Francia. Para lograr fuentes alternativas de apoyo y mostrar su independencia en la política internacional, Dacko fomentó, por ejemplo, una mayor relación con la República Popular de China. Sin embargo, en 1965, Dacko había perdido el apoyo de la mayoría de los Centroafricano y puede que planeara renunciar al cargo cuando fue depuesto.

## Depuesto por Bokassa
En la noche del 31 de diciembre de 1965 y la mañana del 1 de enero del día siguiente, el general Jean-Bedel Bokassa llevó a cabo con éxito un golpe de Estado que derrocó a Dacko y evitó que otro militar, el coronel y jefe de la Gendarmería Nacional Jean Izamo, hiciera lo propio. Dacko, que pertenecía al mismo grupo tribal que Bokassa (los Ngbaka), fue encarcelado y puesto bajo arresto domiciliario en Lobaye, de donde fue liberado el 16 de julio de 1969.
Nombrado Consejero Personal del Presidente Bokassa el 17 de septiembre de 1976, huyó del país cuando las críticas internacionales contra el régimen empezaron a acrecentarse. Instalado en París, fue convencido por el gobierno galo para que cooperara en un golpe de Estado que depondría a Bokassa y le restablecería a él en la presidencia.

## Regreso al poder
En la noche del 20-21 de septiembre de 1979, paracaidistas franceses llevaron a cabo la Operación Barracuda, que derrocó a Bokassa y restableció a Dacko en la presidencia. En 1981, un referéndum aprobó una nueva Constitución que establecía formalmente el régimen multipartidista. En marzo de 1981, Dacko fue elegido Presidente de la República de nuevo en unas reñidas elecciones y juró en abril el cargo para el sexenio constitucional 1981-1987. Dacko fue visto por muchos Centroafricano como una marioneta de Francia y su derecho a la presidencia fue contestado, en particular, por un antiguo primer ministro de Bokassa, Ange-Félix Patassé que, además de pertenecer al grupo étnico mayoritario del país, el Gbaya, mantenía lazos de vecindad y parentesco con otros grupos y era el político más popular del país. Dacko fracasó de nuevo en contentar a su pueblo o a Francia. 

## Depuesto por Kolingba
El 1 de septiembre de 1981, Dacko fue depuesto en un incruento golpe de Estado llevado a cabo por el jefe del Estado Mayor del Ejército, el general André Kolingba, que pudo haber tenido el apoyo de los oficiales franceses de seguridad de quienes se sospecha que actuaron sin autorización del nuevo Gobierno socialista francés dirigido por el presidente Mitterrand. Aunque tales acusaciones nunca hayan sido probadas, Kolingba disfrutó de una estrecha relación con Francia y con la guardia presidencial al mando del Coronel Mantion. Dacko, por su parte, no sólo salió ileso, sino que años más tarde volvió a la política dirigiendo un partido de oposición al General Kolingba. Dacko participó en las elecciones presidenciales de 1993 y obtuvo un 20,10% del voto.

## Líder de la oposición
Durante el primer y segundo mandato presidencial de Ange-Félix Patassé (1993-1999, y 1999-2003), Dacko continuó participando activamente en la política como líder en la oposición. Después de que el general Bozizé depusiera a Patassé y se autoproclamara Presidente, Dacko participó en el Diálogo Nacional (Dialogue National) que se inició el 9 de septiembre de 2003, pero poco después, el 27 de septiembre de 2003, Dacko sufrió un ataque de asma. Decidió viajar a Francia para someterse a tratamiento médico, pero en una parada técnica en Yaundé, Camerún, el 7 de noviembre de 2003 fue conducido al Hospital General de Yaundé donde falleció a las 10 p. m. del 20 de noviembre de 2003. El Gobierno Centroafricano decretó un mes de luto oficial en memoria del antiguo Presidente Dacko. El 13 de diciembre de 2003 recibió sepultura en Mokinda junto a su residencia.

## Familia y condecoraciones
A David Dacko le sobrevivió su esposa Brigitte, con quien tuvo siete hijos y cuatro hijas (Bruno Dacko, Ruffin Molomadon, etc.). Dacko recibió numerosas condecoraciones y honores a lo largo de toda su vida, incluidos: Comendador de la Orden del Mérito Agrícola Centroafricano (23 de abril de 1963), Comendador de la Orden de las Palmas Académicas (26 de junio de 1964). Una calle principal de Bangui lleva su nombre, Avenue President David Dacko.